# Pojezierze Gnieźnieńskie
Pojezierze Gnieźnieńskie (315.54) – region geograficzny o krajobrazie pojeziernym położony w środkowo-zachodniej Polsce, w okolicy Gniezna, w centralnej części Pojezierza Wielkopolskiego. Przeważają tutaj tereny użytkowane rolniczo. Spośród wielu jezior polodowcowych największym jest Lednica (3,3 km²). Wyznaczony jako mezoregion z indeksem 315.54 w regionalizacji fizycznogeograficznej Polski. Pojezierze Gnieźnieńskie jako region odznacza się nie tylko walorami przyrodniczymi, lecz także kulturowymi związanymi z początkami polskiej państwowości.

## Położenie geograficzne i administracyjne
Region zajmuje powierzchnię 1858 km² i graniczy od północy z Pojezierzem Chodzieskim, od wschodu z Pojezierzem Źnińsko-Mogileńskim, od południa z Równiną Wrzesińską, a od zachodu z Poznańskim Przełomem Warty i Kotliną Gorzowską. Pojezierze Gnieźnieńskie leży w całości na obszarze województwa wielkopolskiego, a głównymi ośrodkami miejskimi położonymi w obrębie regionu są: Poznań, Gniezno, Wągrowiec, Murowana Goślina, Skoki, Janowiec Wielkopolski.

## Środowisko przyrodnicze
Rzeźbę terenu kształtują faliste i płaskie wysoczyzny morenowe z dodatkiem równin sandrowych, urozmaicone wzniesieniami moren czołowych, kemów i ozów oraz wcięciami rynien polodowcowych. Podłoże budują gliny zwałowe, piaski i żwiry pochodzące z akumulacji rzeczno-lodowcowej, na których wytworzyły się głównie gleby płowe. Ponadto występują tutaj gleby rdzawe, bielicowe, torfowe i brunatne. Najważniejsze rzeki Pojezierza Gnieźnieńskiego to Wełna i Mała Wełna, a z jezior wyróżniają się: Lednica (3,3 km²), Rogowskie (2,6 km²), Zioło (2,3 km²), Tonowskie (1,7 km²) i Budziszewskie (1,6 km²).
Region cechuje dominacja terenów rolniczych (ok. 66% pokrycia powierzchni) nad lasami (23%). Najcenniejsze przyrodniczo dzewostany znajdują się w Parku Krajobrazowym Puszcza Zielonka. Wokół Lednicy utworzono Lednicki Park Krajobrazowy chroniący miejscowy krajobraz polodowcowy z historycznymi pozostałościami średniowiecznego grodu piastowskiego na Ostrowie Lednickim. Ponadto w regionie funkcjonuje dziesięć rezerwatów oraz dziesięć obszarów Natura 2000 – w tej drugiej kategorii wyróżnia się Dolina Małej Wełny pod Kiszkowem, jako miejsce bytowania bączka zwyczajnego, rybitwy białowąsej i mewy śmieszki.

## Różnice w podziałach geograficznych

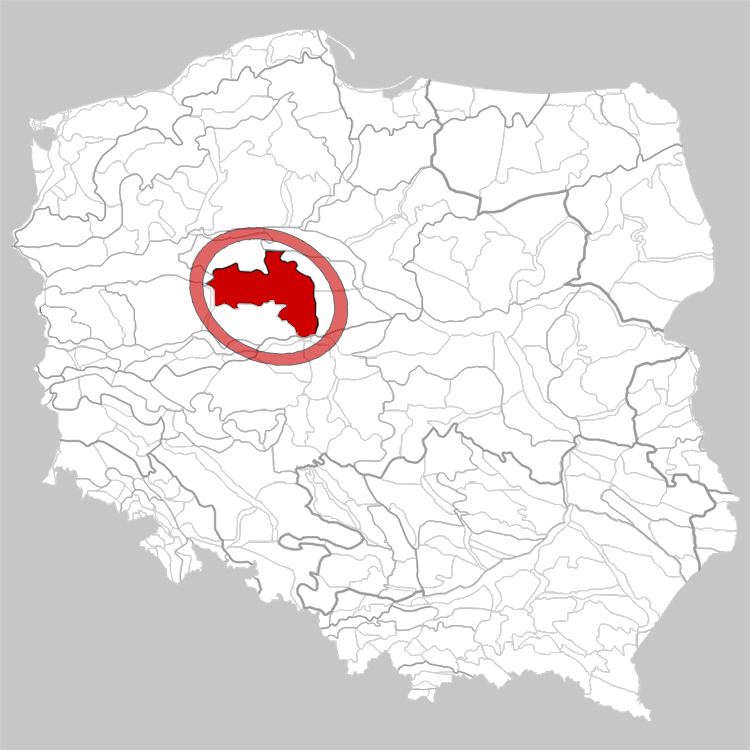
Obszar Pojezierza Gnieźńskiego wg regionalizacji J. Kondrackiego z 1994 r.

W regionalizacji fizycznogeograficznej Polski według Jerzego Kondrackiego, Pojezierze Gnieźnieńskie obejmowało rozległy, lecz mało zwarty terytorialnie obszar 4300 km², na wschodzie sięgając po dolinę Noteci z jeziorem Gopło. W ramach wieloautorskiej aktualizacji podziału Jerzego Kondrackiego z 2018 roku, wschodnią część tak rozumianego Pojezierza Gnieźnieńskiego wyodrębniono jako osobny mezoregion – Pojezierze Żnińsko-Mogileńskie. W ten sposób zdefiniowano dwa mezoregiony o zwartych terytoriach i nieco odmiennej charakterystyce przyrodniczej. Pojezierze Żnińsko-Mogileńskie cechują bardziej rozwinięte rynny polodowcowe, z większymi powierzchniowo jeziorami od Pojezierza Gnieźnieńskiego w nowych granicach.